# دورنير دو 22
دورنير دو 22  (بالإنجليزية: Dornier Do 22)‏ هي قاذفة قنابل أنتجت في 1938. من صناعة دورنير للطائرات. كان أول طيران لها في 15 يوليو 1938. صنع منها 30 طائرة.